# Leiomela bartramioides
Leiomela bartramioides là một loài rêu trong họ Bartramiaceae. Loài này được Hook. Paris mô tả khoa học đầu tiên năm 1905.